# Казанин, Сергей Юрьевич
Степа́н Каза́нин (настоящее имя — Серге́й Ю́рьевич Каза́нин; род. 19 декабря 1974, Надым, ЯНАО, Тюменская область, РСФСР, СССР) — украинский актёр и телеведущий. Артист студии «Квартал-95», участвовал в команде КВН «Тамбовские волки», потом был капитаном команды КВН «Тапкины дети».

## Биография
Родился 19 декабря 1974 года в городе Надым в Ямало-Ненецком автономном округе. Отец водитель, мать — инженер. Учась в школе, создал команду КВН. После школы учился в Тамбовском институте химического машиностроения, на инженера-электромеханика, играл в КВН.

Просто на первом курсе института раз семьсот представился, что я — Сергей. Никто не запомнил. Я три дня терпел, а затем ляпнул, что я — Степан, и все моментально стали меня звать Степаном. С тех пор только родные называют меня Сергеем.— 
 На втором курсе уходит на два года в армию. После службы он поступает в Восточноукраинский национальный университет имени Владимира Даля, экономист.
С 1993 года играл в команде КВН «Тамбовские волки» вместе с Валерием Жидковым, а потом — в команде «Тапкины дети», где стал капитаном. Участвовал в Казанской, Ханты-мансийской, Воронежской и Киевской Лигах.
В 2002 году играл в команде сборной МГУ «Незолотая молодёжь». Работал на тамбовском телевидении оператором и журналистом. Творческий коллектив, в котором работал Казанин, был удостоен Тэфи за проект об истории родного края «Регион 68» в номинации «Лучшая региональная программа».
Благодаря участию в киевской лиге КВН познакомился с командой «95 квартал» и начал в ней работать

.
В 2010 году поступил на заочное отделение Луганского института культуры и искусств, на режиссёрский факультет, вместе с актёрами «Студии Квартал 95» Евгением Кошевым и Михаилом Фаталовым и окончил его.

## Личная жизнь
Жена с 1993 года дизайнер Наталия Казанина, окончила физ-мат., работала гримёром, первое время, как и все, называла будущего мужа Степаном, потом поняла, что никакой он не Степан..
Старший сын — Степан Казанин (род. 1998), окончил математический факультет одного из московских вузов, куда попал по итогам математической олимпиады в Киеве; во время учёбы в школе также занял 2-е место на олимпиаде по химии. Младший сын — Пётр Казанин (род. 15 февраля 2010).

## Фильмография
- 2005 — Три мушкетёра — гвардеец кардинала
- 2006 — Милицейская академия
- 2007 — Очень новогоднее кино или ночь в музее — эпизод
- 2009 — Как казаки… — подмастерье кузнеца
- 2011 — Служебный роман. Наше время — ведущий на презентации
- 2014 — Любовь в большом городе 3 — бармен
- 2015 — Слуга народа — имиджмейкер
- 2016 — 8 лучших свиданий — ведущий музыкального конкурса
- 2018 — Я, ты, он, она — полицейский[23]

## Телевидение
- Утреннее шоу «Подъём» (ведущий)
- «Вечерний квартал» — образы: (Катерина Ющенко, Наталья Витренко, Путин, Медведев, Алла Пугачёва, Тёща, Лукашенко, Тимошенко, Арсений Яценюк, Остап Ступка, Леонид Черновецкий, Наталья Могилевская, Александр Мороз, Олег Ляшко, Таисия Повалий, Игорь Плотницкий…)
- «Пороблено в Украине» («Интер»)
- «Бойцовский клуб» с Денисом Манжосовым
- «Воскресенье с Кварталом»
- «Битва украинских городов» с Валерией Ушаковой
- Вечерний Киев
- Шерлок — сериал-пародия — Миссис Хадсон[24]
- Вассал народа — Пьер Рошенко[25]
- Суперинтуиция (Новый канал) (участвовал вместе с женой Натальей)[26][27]
- шоу «Вышка» заменил Евгения Кошевого[28]
- Что? Где? Когда? (Украина) — участник команды знатоков[29]
- кулинарное утреннее шоу «Смакуемо!» — ведущий[30]
- Мульти Барбара — озвучивает своего мультипликационного персонажа